# Дюр, Николас
Ни́колас Ла́нгберг Дюр (дат. Nikolas Langberg Dyhr; родился 18 июня 2001) — датский футболист, защитник клуба «Раннерс».

## Клубная карьера
Уроженец Хорсенса, Николас начал играть в футбол в пятилетнем возрасте за местный клуб «Стенсбалле», в тренерском штабе которого работал его отец. В возрасте 11 лет стал игроком футбольной академии клуба «Хорсенс». В 2015 году перешёл в молодёжную команду «Мидтьюлланн», а в июле 2016 года подписал с клубом трёхлетний контракт. 11 августа 2019 года дебютировал в основном составе «Мидтьюлланна» в матче датской Суперлиги против клуба «Хорсенс». 17 января 2021 года был отдан в аренду «Хорсенсу» на весеннюю часть сезона. 30 января 2023 года отправился в аренду в клуб чемпионата Бельгии «Кортрейк» до конца сезона.
8 января 2024 года Дюр перешёл в клуб MLS «Сент-Луис Сити», подписав трёхлетний контракт до конца сезона 2026 с опцией продления на сезон 2027. В американской лиге дебютировал 2 марта в матче против «Нью-Йорк Сити», выйдя на замену в конце второго тайма вместо Энтони Марканича.
18 июня 2024 года было объявлено о возвращении Дюра в Данию, игрок перешёл в клуб «Раннерс», подписав четырёхлетний контракт.

## Карьера в сборной
Выступал за сборные Дании до 16, до 17, до 18, до 19 лет и до 21 года. В 2018 году сыграл на чемпионате Европы среди игроков до 17 лет, забив гол в матче группового этапа против Боснии и Герцеговины 5 мая.